# Плутино
Плути́но в астрономии — транснептуновый объект, который находится в орбитальном резонансе 2:3 с Нептуном. Другими словами, за время двух оборотов плутино вокруг Солнца Нептун делает три оборота. Название «плутино» происходит от названия одного из них — карликовой планеты Плутон. Термин характеризует только орбиту тела и не имеет отношения к другим его характеристикам.
Орбитальный резонанс с Нептуном означает, что периоды обращения плутино вокруг Солнца составляют около полутора периодов обращения Нептуна, то есть 1,5 × 164,79 года ≈ 247 лет. Из третьего закона Кеплера, связывающего большую полуось орбиты и период обращения тела соотношением a ~ T 2/3, следует, что большие полуоси орбит плутино тоже фиксированы (около 39 а.е.)
Плутино образуют внутреннюю часть пояса Койпера и составляют около четверти известных его объектов. Плутино образуют крупнейший класс резонансных транснептуновых объектов (то есть объектов, чья орбита находится в резонансе с Нептуном).
Помимо самого Плутона и его спутника Харона, первый плутино, 1993 RO, был открыт 16 сентября 1993 года.
Самые крупные плутино: Плутон, Орк, Иксион и Гуйя.